# Bob de Groot
Bob de Groot, född 26 oktober 1941 i Bryssel, död 17 november 2023 i Ottignies i Vallonska Brabant, var en belgisk serieskapare.
Han inledde sin karriär i slutet av 1950-talet, som tecknarassistent åt Maurice Tillieux på dennes serie Félix. Under 1960-talet etablerade han sig som serietecknare på tidningen Pilote, och kom där att inleda ett långt samarbete med en annan serietecknare, Turk. Stegvis övergick de Groot så småningom från att teckna serierna till att författa dem.
Tillsammans med Turk skapade de Groot humorserierna Léonard och Robin Dubois. Duon kom även att ta över Raymond Macherots detektivserie Clifton, vilken därefter kommit att bli en av de Groots mest spridda serier.
Under sitt yrkesverksamma liv hann de Groot med att bidra till ett flertal fransk-belgiska tecknade serier. För Lucky Luke skrev han manus till tre album – Den enarmade banditen (Le bandit manchot, 1981), Marcel Dalton (1998) och Målaren (L'artiste-peintre, 2001) – samt en handfull kortare avsnitt.